# Lepidochrysops procera
The Potchefstroom Blue (Lepidochrysops procera) là một loài bướm ngày thuộc họ Bướm xanh. Nó được tìm thấy ở Nam Phi, nơi nó được tìm thấy ở KwaZulu-Natal midlands to Mpumalanga, Gauteng, the Limpopo Province và the North West Province.
Sải cánh dài 28–34 mm đối với con đực và 29–36 mm đối với con cái. Con trưởng thành bay từ tháng 9 đến tháng 11. Có một lứa một năm.
Ấu trùng ăn Becium grandiflorum và Ocimum canum.